# Dorfkirche Klietz

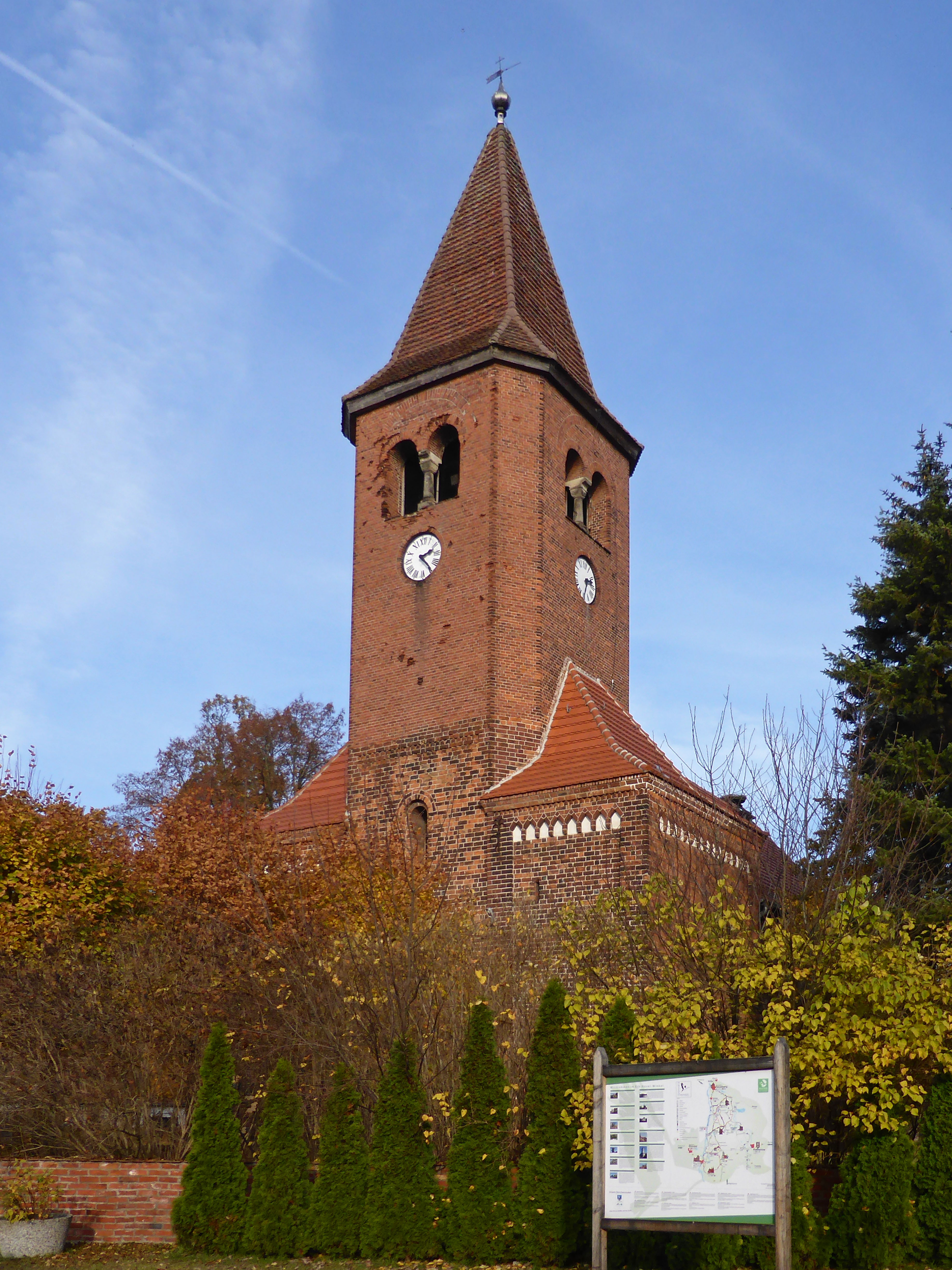
Dorfkirche Klietz

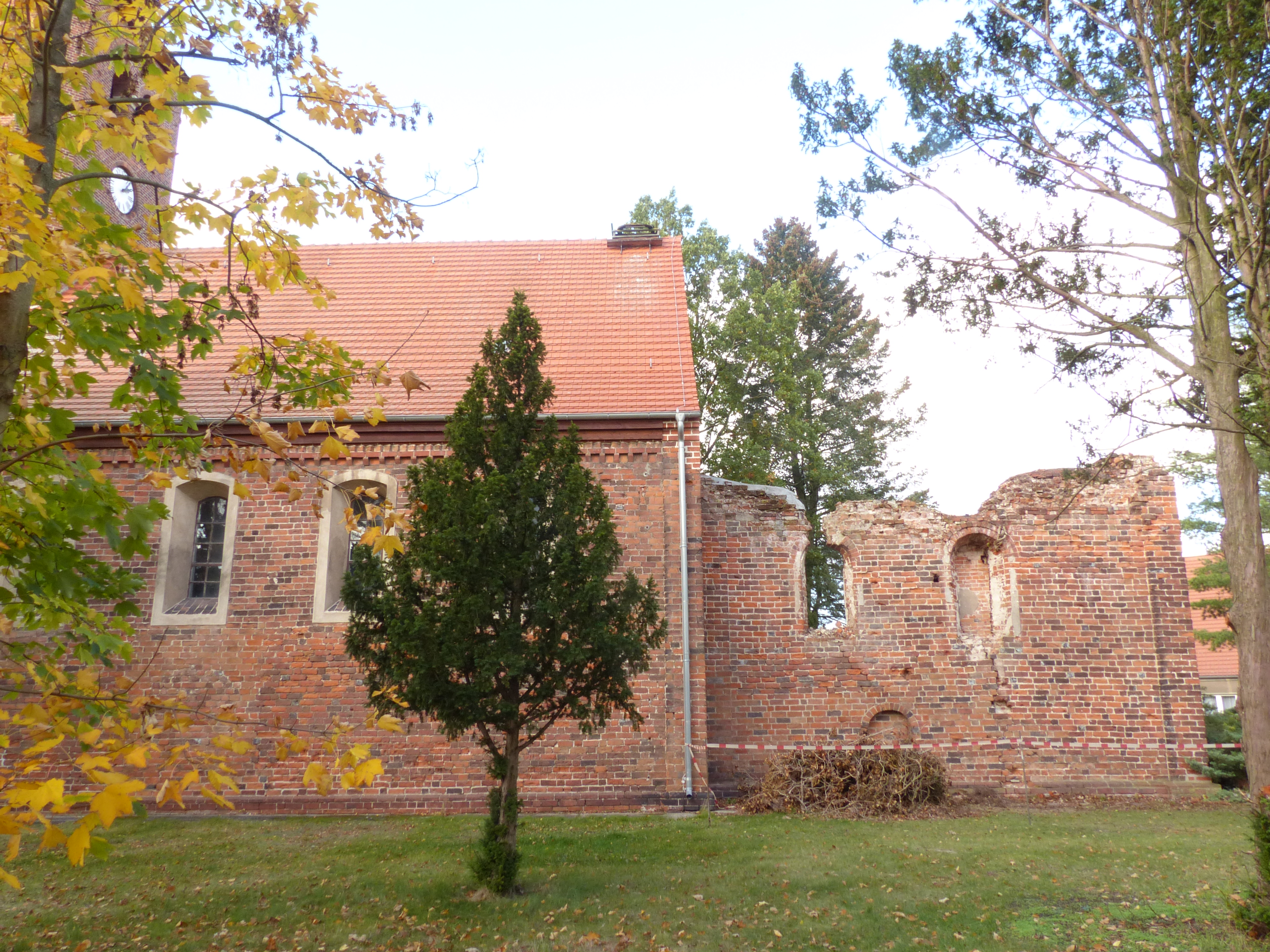
Ansicht von Süden

Die evangelische Dorfkirche Klietz ist im Kern eine Saalkirche der Backsteinromanik in Klietz im Landkreis Stendal in Sachsen-Anhalt. Sie gehört zum Pfarrbereich Sandau im Kirchenkreis Stendal der Evangelischen Kirche in Mitteldeutschland.

## Geschichte und Architektur
Von einem einschiffigen romanischen Backsteinbauwerk aus den Jahren 1220 bis 1250, das aus Westquerturm, Schiff, eingezogenem Chor und einer Rundapsis bestand, ist nur noch das Langhaus erhalten. Das Bauwerk wurde nach einem Brand im Jahr 1816 bis 1819 ohne eigene gestalterische Qualität wieder aufgebaut. Der ehemals querrechteckige Westturm wurde in den Jahren 1894 bis 1896 durch einen massiven quadratischen Turm mit abgeschrägten Ecken erhöht. Nach erneuter starker Beschädigung im Jahr 1945 wurde das Bauwerk 1977 wiederaufgebaut. Die einst reichen Detailformen wie Ecklisenen, Kreuzbogenfriese, Deutsches Band und die Portale wurden teilweise stark verändert. Der im Jahr 1945 zerstörte Chor wurde zur Gedenkstätte umgewandelt, in der erhaltenen Südmauer sind noch Ansätze der Kreuzrippengewölbe und der historistischen Ausmalung erkennbar. Die letzte Instandsetzung des Inneren erfolgte im Jahr 1965. Innen ist das Bauwerk flach gedeckt und mit einer Westempore versehen. Der Turm konnte 1951 wieder eingeweiht werden und erhielt eine Wetterfahne. Er ist über eine in der Mauerstärke liegende Treppe zu besteigen.

## Ausstattung
Von der Ausstattung ist eine runde, kelchförmige romanische Taufe mit dünnem Bogenfries zu erwähnen, die aus der abgebrochenen Kirche in Brettin hierher gebracht wurde. Die kleine Orgel in neubarocken Formen des frühen 20. Jahrhunderts wurde im Jahr 1983 aus Schönfeld hierher versetzt. Die Kirche ist im Übrigen schlicht ausgestaltet, der Chorbogen ist vermauert.